# Gene Gnocchi
Gene Gnocchi (1 maart 1955) is een Italiaans voetballer en media-figuur.

## Biografie
Gene Gnocchi is de bijnaam van Eugenio Ghiozzi. Hij werd geboren in een arbeidersfamilie en speelde in zijn jeugd bij een Rockband, later studeerde hij af als advocaat, maar beide wegen bleken niets voor hem te zijn. Hij nam het advies van het publiek over en besloot om cabaretier te worden en begon in 1980 zijn carrière in Milaan.
In de jaren negentig genoot hij van het succes dat hij had in het programma Quelli che il calcio, een Italiaanse programma over voetbal op Rai Due.

## De serie A-droom
In het seizoen 2006/2007 van het programma Quelli che il calcio, daagde Gnocchi de hele wereld uit, door clubs te vragen om hem vijf minuten mee te laten spelen in een wedstrijd in de serie A. Hij wilde hiermee bewijzen dat hij beter was dan veel overgewaardeerde spelers in de serie A. Hij kreeg hierbij steun van onder anderen Marcello Lippi en Alessandro Del Piero. Hij was al sinds november 2006 op zoek naar een team in de serie A dat hem wilde contracteren, hij was op bezoek bij Atalanta Bergamo, Bologna, Siena en Torino, maar kwam uiteindelijk tot een overeenkomst met Parma, de club waar hij ook supporter van is. Hij kreeg rugnummer 52 (verwijzend naar zijn leeftijd) en de spelersnaam Gnoccao (om hem een soort van Braziliaanse naam te geven). Met het tekenen van het contract tekende hij tevens voor het minimumloon voor Italiaanse profvoetballers, van 18.000 euro per jaar.

## Parma
Parma, dat indertijd onder curatele stond door het Parmalat-schandaal, zag in de 52-jarige middenvelder wel een mooie publieksstunt. Het wilde zich op deze manier in de kijkers zetten, omdat het dat jaar verkocht ging worden aan de hoogste bieder. Gnocchi kwam pas voor speelminuten in aanmerking als de club zich handhaafde in de Serie A, maar vanwege degradatiegevaar kwam er geen speelgelegenheid. Hij debuteerde wel voor Parma op 31 mei 2007 in een vriendschappelijke wedstrijd tegen A.C. Carpenedolo (een team uit de serie Serie C2 A).
Na het avontuur bij Parma voegde hij zich per 12 februari 2009 bij het elftal van Genoa CFC dat op dat moment 5de in de Serie A stond. Ook hier kon hij niet rekenen op speelminuten in het eerste elftal. Later ging hij op lager niveau spelen bij Nuova Verolese.